# Ski Stadion
Ski Stadion – wielofunkcyjny stadion w mieście Ski, w Norwegii. Został otwarty w 1956 roku.
Może pomieścić 4508 widzów. Z obiektu na co dzień korzystają kluby Follo FK oraz Ski IL.